# Grand Prix automobile du Canada 2025
GP précédent GP suivant
Le Grand Prix automobile du Canada 2025 (Formula 1 Pirelli Grand Prix du Canada 2025), disputé le 15 juin 2025 sur le Circuit Gilles-Villeneuve, est la 1135e épreuve du championnat du monde de Formule 1 courue depuis 1950. Il s'agit de la cinquante-quatrième édition du Grand Prix du Canada comptant pour le championnat du monde de Formule 1, la quarante-quatrième disputée sur le circuit Gilles-Villeneuve au sein du Parc Jean-Drapeau de Montréal, et de la neuvième manche du championnat 2025.
George Russell est le quatrième pilote de la saison à s'élancer en pole position après Lando Norris, Oscar Piastri et Max Verstappen. Déjà parti en tête sur le circuit de l'Île Notre-Dame un an plus tôt, le pilote Mercedes récidive à la faveur d'un tour magistral, lors de sa deuxième tentative en Q3, qui lui permet de battre Max Verstappen de 160 millièmes de seconde ; il obtient ainsi la sixième pole de sa carrière. Oscar Piastri et Andrea Kimi Antonelli occupent la deuxième ligne. Neuf titres mondiaux voisinent en troisième ligne avec Lewis Hamilton et Fernando Alonso. Lando Norris et Charles Leclerc partent septième et huitième, la cinquième ligne étant composée d'Isack Hadjar et Alexander Albon.

Auteur d'un bon départ, George Russell n'est jamais inquiété pour la victoire lors d'une course à deux arrêts pour quasi tous et qui s'achève à la queue leu-leu derrière la voiture de sécurité. Il s'invite ainsi parmi les vainqueurs de la saison, les mêmes qui s'étaient jusque là partagés toutes les pole positions et toutes les victoires. Il s'agit du quatrième succès de sa carrière et de son premier hat trick, puisqu'il réalise le meilleur tour dans la soixante-troisième boucle. Sous le drapeau à damier, agité par Jean Alesi trente ans après sa victoire à Montréal, il devance Max Verstappen, seulement en mesure de sécuriser la deuxième place, alors que Kimi Antonelli complète la belle journée de Mercedes en obtenant son premier podium pour son dixième départ, à 18 ans, 9 mois et 21 jours.

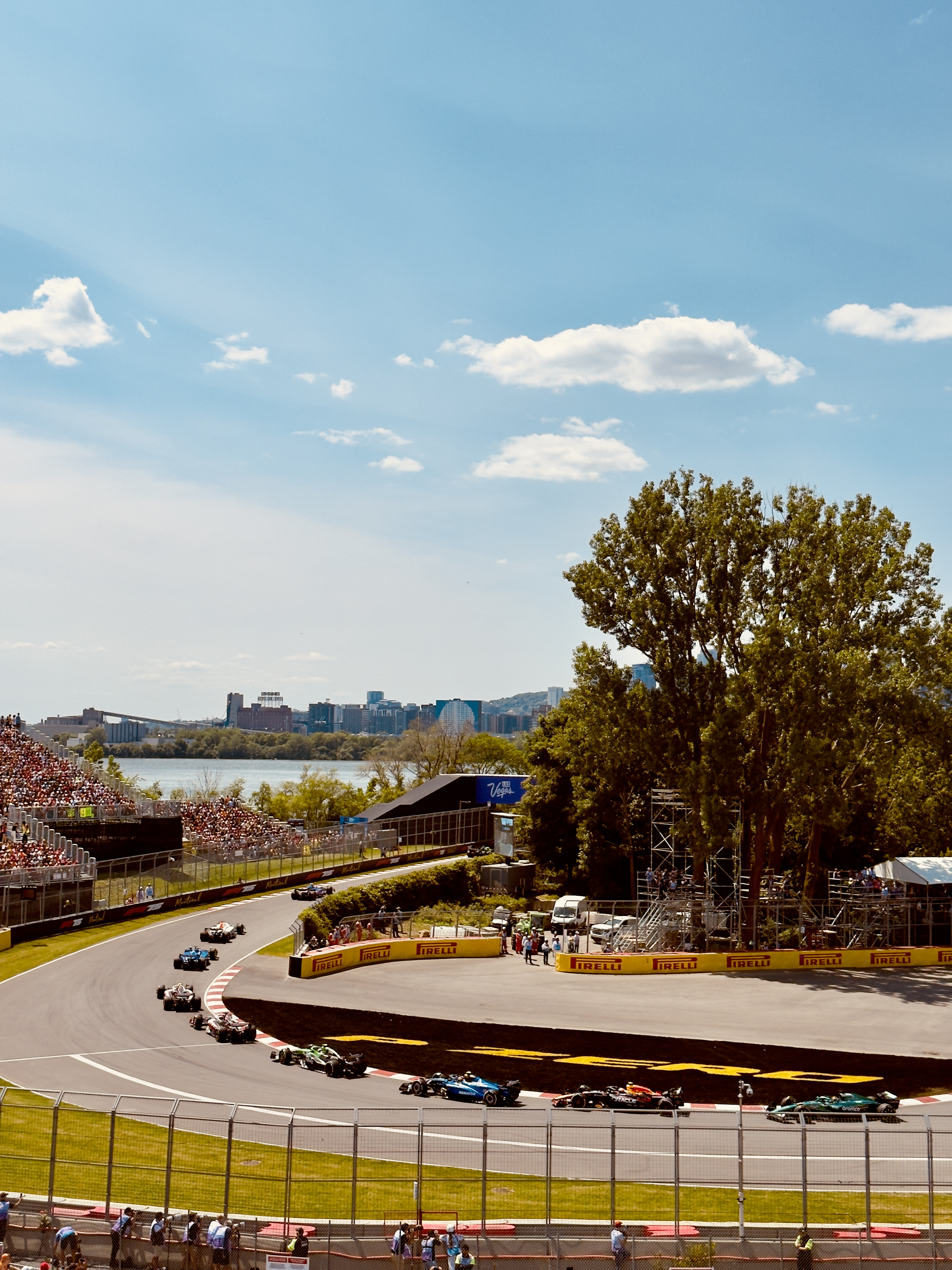
Le peloton lors du premier tour du Grand Prix du Canada.

À l'extinction des feux, alors que Russell réalise un départ parfait suivi de Verstappen, Antonelli dépasse Piastri dans l'enchaînement des virages no 1 et 2 ; il va maintenir derrière lui le leader du championnat durant toute l'épreuve. En cinquième et sixième position, les Ferrari mènent une course sans relief, notamment Lewis Hamilton dont le fond plat de sa monoplace a été fortement endommagé après qu'il a écrasé une marmotte en début de course. Parti septième, Norris remonte inexorablement et, bénéficiant de gommes plus fraîches, menace sévèrement la quatrième place de son coéquipier Piastri dans les derniers tours ; leur lutte est d'autant plus intense qu'ils bénéficient tous deux de l'usage de leur aileron arrière mobile, Norris à moins d'une seconde de l'autre McLaren et Piastri dans la même situation derrière Antonelli. À la fin du soixante-sixième tour, ils se doublent et redoublent dans l'enchaînement des virages no 12 et 13 puis dans la ligne droite à l'attaque de la soixante-septième boucle. Norris tente une attaque en déboîtant sur la gauche mais, faute de place, met deux roues dans l'herbe et casse son aileron avant contre la roue arrière de la monoplace de Piastri. Lorsque l'aileron se détache, il roule dessus et perd le contrôle de sa monoplace qui percute latéralement le mur, provoquant la sortie de la voiture de sécurité tandis que Piastri conserve sa quatrième position, expliquant après course n'avoir rien senti. 
La course est neutralisée jusqu'au drapeau à damier, les deux tours restants n'étant pas suffisants pour procéder au dégagement de la McLaren. Fernando Alonso profite de sa belle performance en qualifications pour terminer septième, son meilleur résultat de la saison, devant Nico Hülkenberg qui a extrait tout le potentiel de sa Sauber, tout comme Esteban Ocon, parti quatorzième, auteur d'un stratégie audacieuse (57 tours avec son premier train de pneus durs et un seul arrêt au stand) et neuvième au volant de sa Haas ; Carlos Sainz prend le dernier point en jeu.
En tête du championnat, l'avance d'Oscar Piastri (198 points) augmente désormais à vingt-deux points sur Lando Norris (resté à 176 points) tandis que Max Verstappen revient à quarante-trois points (155 points). George Russell (136 points) reste quatrième devant Charles Leclerc (104 points), Lewis Hamilton (79 points), Kimi Antonelli (63 points), Alexander Albon (42 points) et Esteban Ocon (22 points) qui repasse devant Isack Hadjar (21 points). Au championnat des constructeurs, McLaren (374 points) devance désormais Mercedes (199 points) qui reprend le meilleur sur Ferrari (183 points), et Red Bull (162 points). Plus loin, Williams (55 points) cinquième, devance Haas et Racing Bulls (28 points chacun) ; suivent Aston Martin (22 points) qui dépasse Kick Sauber (20 points), Alpine (11 points) fermant la marche.

## Contexte avant la course
Pour son coup de volant volontaire sur la Mercedes de George Russell lors du Grand Prix d'Espagne, Max Verstappen a reçu une pénalité en temps qui l'a fait reculer au classement de la course, tout en étant sanctionné de trois points supplémentaires sur sa Super Licence de la FIA,. Sur une année glissante, son total se montre désormais à onze points. Un pilote atteignant douze points étant suspendu pour le Grand Prix suivant, Verstappen ne doit pas commettre d'impair pour pouvoir disputer le Grand Prix d'Autriche, où il pourrait récupérer deux points,.

## Pneus disponibles
| Pneus pour piste sèche | Pneus pour piste sèche | Pneus pour piste sèche | Pneus pluie    | Pneus pluie |
| ---------------------- | ---------------------- | ---------------------- | -------------- | ----------- |
| Durs (Type C4)         | Medium (Type C5)       | Tendres (Type C6)      | Intermédiaires | Pluie       |

## Essais libres

### Première séance, le vendredi de 13 h 30 à 14 h 30
| Pos. | Pilote          | Voiture                 | Chrono         | Écart     |
| ---- | --------------- | ----------------------- | -------------- | --------- |
| 1    | Max Verstappen  | Red Bull-Honda RBPT     | 1 min 13 s 193 |           |
| 2    | Alexander Albon | Williams-Mercedes       | 1 min 13 s 232 | + 0 s 039 |
| 3    | Carlos Sainz    | Williams-Mercedes       | 1 min 13 s 275 | + 0 s 082 |
| 4    | George Russell  | Mercedes                | 1 min 13 s 535 | + 0 s 342 |
| 5    | Lewis Hamilton  | Ferrari                 | 1 min 13 s 620 | + 0 s 427 |
| 6    | Isack Hadjar    | Racing Bulls-Honda RBPT | 1 min 13 s 631 | + 0 s 438 |

- La séance est interrompue au drapeau rouge après dix minutes lorsque Charles Leclerc, qui vient de battre le record du premier secteur, tape assez violemment le mur au virage no 3. Son freinage trop tardif n'a pas pu être rattrapé à cause de l'herbe dans la zone de dégagement sur laquelle la monoplace a glissé. Leclerc a arraché tout le côté gauche de sa Ferrari SF-25 qui a été évacuée par une grue sur un camion plateau[8].

### Deuxième séance, le vendredi de 17 h à 18 h
| Pos. | Pilote                | Voiture               | Chrono         | Écart     |
| ---- | --------------------- | --------------------- | -------------- | --------- |
| 1    | George Russell        | Mercedes              | 1 min 12 s 123 |           |
| 2    | Lando Norris          | McLaren-Mercedes      | 1 min 12 s 151 | + 0 s 028 |
| 3    | Andrea Kimi Antonelli | Mercedes              | 1 min 12 s 411 | + 0 s 288 |
| 4    | Alexander Albon       | Williams-Mercedes     | 1 min 12 s 445 | + 0 s 322 |
| 5    | Fernando Alonso       | Aston Martin-Mercedes | 1 min 12 s 458 | + 0 s 335 |
| 6    | Oscar Piastri         | McLaren-Mercedes      | 1 min 12 s 562 | + 0 s 439 |

- Charles Leclerc ne participe pas à la deuxième séance d'essais libres, son accident lors de la première session d'essai provoquant un changement de châssis de sa SF-25. L'équipe n'a pas le temps de terminer les réparations et de les faire approuver par la FIA avant le lancement des EL2[10].
- Lance Stroll, lors de son premier tour rapide alors que les essais viennent de démarrer, tape le mur et détruit l'avant de sa monoplace, endommageant sa suspension ; il doit immobiliser sa voiture après moins de cinq minutes sans avoir réalisé de tour chronométré[11].

### Troisième séance, le samedi de 12 h 30 à 13 h 30
| Pos. | Pilote          | Voiture               | Chrono         | Écart     |
| ---- | --------------- | --------------------- | -------------- | --------- |
| 1    | Lando Norris    | McLaren-Mercedes      | 1 min 11 s 799 |           |
| 2    | Charles Leclerc | Ferrari               | 1 min 11 s 877 | + 0 s 078 |
| 3    | George Russell  | Mercedes              | 1 min 11 s 950 | + 0 s 151 |
| 4    | Lewis Hamilton  | Ferrari               | 1 min 12 s 050 | + 0 s 251 |
| 5    | Max Verstappen  | Red Bull-Honda RBPT   | 1 min 12 s 072 | + 0 s 273 |
| 6    | Fernando Alonso | Aston Martin-Mercedes | 1 min 12 s 247 | + 0 s 448 |

- La séance est interrompue au drapeau rouge pendant un peu moins de dix minutes lorsque, à la fin de son tour rapide, Oscar Piastri percute le « mur des champions » en laissant quelques débris de carbone sur la piste. Quelques secondes plus tard, Nico Hülkenberg part en tête-à-queue à la sortie du dernier virage et touche également le mur[13],[14].

## Séance de qualifications

### Résultats des qualifications
| Pos. | Pilote                | Écurie                  | Qualifications 1 | Qualifications 2 | Qualifications 3 |
| --- | --------------------- | ----------------------- | ---------------- | ---------------- | ---------------- |
| 1 | George Russell        | Mercedes                | 1 min 12 s 075   | 1 min 11 s 570   | 1 min 10 s 899   |
| 2 | Max Verstappen        | Red Bull-Honda RBPT     | 1 min 12 s 054   | 1 min 11 s 638   | 1 min 11 s 059   |
| 3 | Oscar Piastri         | McLaren-Mercedes        | 1 min 11 s 939   | 1 min 11 s 715   | 1 min 11 s 120   |
| 4 | Andrea Kimi Antonelli | Mercedes                | 1 min 12 s 279   | 1 min 11 s 974   | 1 min 11 s 391   |
| 5 | Lewis Hamilton        | Ferrari                 | 1 min 11 s 952   | 1 min 11 s 885   | 1 min 11 s 526   |
| 6 | Fernando Alonso       | Aston Martin-Mercedes   | 1 min 12 s 073   | 1 min 11 s 805   | 1 min 11 s 586   |
| 7 | Lando Norris          | McLaren-Mercedes        | 1 min 11 s 826   | 1 min 11 s 599   | 1 min 11 s 625   |
| 8 | Charles Leclerc       | Ferrari                 | 1 min 12 s 038   | 1 min 11 s 626   | 1 min 11 s 682   |
| 9 | Isack Hadjar          | Racing Bulls-Honda RBPT | 1 min 12 s 211   | 1 min 12 s 003   | 1 min 11 s 867   |
| 10 | Alexander Albon       | Williams-Mercedes       | 1 min 12 s 090   | 1 min 11 s 892   | 1 min 11 s 907   |
| 11 | Yuki Tsunoda          | Red Bull-Honda RBPT     | 1 min 12 s 334   | 1 min 12 s 102   |                  |
| 12 | Franco Colapinto      | Alpine-Renault          | 1 min 12 s 234   | 1 min 12 s 142   |                  |
| 13 | Nico Hülkenberg       | Kick Sauber-Ferrari     | 1 min 12 s 323   | 1 min 12 s 183   |                  |
| 14 | Oliver Bearman        | Haas-Ferrari            | 1 min 12 s 306   | 1 min 12 s 340   |                  |
| 15 | Esteban Ocon          | Haas-Ferrari            | 1 min 12 s 378   | 1 min 12 s 634   |                  |
| 16 | Gabriel Bortoleto     | Kick Sauber-Ferrari     | 1 min 12 s 385   |                  |                  |
| 17 | Carlos Sainz          | Williams-Mercedes       | 1 min 12 s 398   |                  |                  |
| 18 | Lance Stroll          | Aston Martin-Mercedes   | 1 min 12 s 517   |                  |                  |
| 19 | Liam Lawson           | Racing Bulls-Honda RBPT | 1 min 12 s 525   |                  |                  |
| 20 | Pierre Gasly          | Alpine-Renault          | 1 min 12 s 667   |                  |                  |
| Temps minimal à réaliser pour la qualification : 1 min 16 s 853 (107 % du meilleur temps en Q1 : 1 min 11 s 826) |                       |                         |                  |                  |                  |

- La séance est interrompue au drapeau rouge à cinq minutes de la fin de la Q1 après l'explosion du capot moteur de la Williams FW47 d'Alexander Albon, répandant des débris de carbone sur la piste ; le Thaïlandais n'a pas été blessé et, une fois la séance relancée, a repris la piste pour se hisser en Q2[16],[17].

### Grille de départ
- Isack Hadjar, auteur du neuvième temps, reçoit une pénalité d'un recul de trois places sur la grille pour avoir gêné Carlos Sainz lors de la séance de qualification ; il s'élance douzième[18],[19] ;
- Yuki Tsunoda, auteur du onzième temps, reçoit une pénalité d'un recul de dix places sur la grille pour avoir doublé Oscar Piastri sous drapeau rouge lors de la troisième séance d'essais ; il s'élance depuis la dix-huitième et dernière place de la grille[20],[21] ;
- Liam Lawson, auteur du dix-neuvième temps, s'élance de la voie des stands après que son équipe a brisé la règle du parc fermé pour procéder au changement complet de son bloc propulseur (cinquième moteur à combustion interne, nouveaux MGU-H et MGU-K et cinquième turbocompresseur)[22] ;
- Pierre Gasly, auteur du vingtième temps, s'élance de la voie des stands après que son équipe a brisé la règle du parc fermé pour procéder à de nouveaux réglages de sa monoplace[23].

## Course

### Classement de la course
| Pos. | no | Pilote                | Écurie                  | Tours | Temps/Abandon                                       | Grille  | Points |
| ---- | -- | --------------------- | ----------------------- | ----- | --------------------------------------------------- | ------- | ------ |
| 1    | 63 | George Russell        | Mercedes                | 70    | 1 h 31 min 52 s 688 (199,353 km/h)                  | 1       | 25     |
| 2    | 1  | Max Verstappen        | Red Bull-Honda RBPT     | 70    | + 0 s 228                                           | 2       | 18     |
| 3    | 12 | Andrea Kimi Antonelli | Mercedes                | 70    | + 1 s 014                                           | 4       | 15     |
| 4    | 81 | Oscar Piastri         | McLaren-Mercedes        | 70    | + 2 s 109                                           | 3       | 12     |
| 5    | 16 | Charles Leclerc       | Ferrari                 | 70    | + 3 s 442                                           | 8       | 10     |
| 6    | 44 | Lewis Hamilton        | Ferrari                 | 70    | + 10 s 713                                          | 5       | 8      |
| 7    | 14 | Fernando Alonso       | Aston Martin-Mercedes   | 70    | + 10 s 972                                          | 6       | 6      |
| 8    | 27 | Nico Hülkenberg       | Kick Sauber-Ferrari     | 70    | + 15 s 364                                          | 11      | 4      |
| 9    | 31 | Esteban Ocon          | Haas-Ferrari            | 69    | + 1 tour                                            | 14      | 2      |
| 10   | 55 | Carlos Sainz          | Williams-Mercedes       | 69    | + 1 tour                                            | 16      | 1      |
| 11   | 87 | Oliver Bearman        | Haas-Ferrari            | 69    | + 1 tour                                            | 13      |        |
| 12   | 22 | Yuki Tsunoda          | Red Bull-Honda RBPT     | 69    | + 1 tour                                            | 18      |        |
| 13   | 43 | Franco Colapinto      | Alpine-Renault          | 69    | + 1 tour                                            | 10      |        |
| 14   | 5  | Gabriel Bortoleto     | Kick Sauber-Ferrari     | 69    | + 1 tour                                            | 15      |        |
| 15   | 10 | Pierre Gasly          | Alpine-Renault          | 69    | + 1 tour                                            | Pitlane |        |
| 16   | 6  | Isack Hadjar          | Racing Bulls-Honda RBPT | 69    | + 1 tour                                            | 12      |        |
| 17   | 18 | Lance Stroll          | Aston Martin-Mercedes   | 69    | + 1 tour (dont 10 s de pénalité purgées en course ) | 17      |        |
| 18   | 4  | Lando Norris          | McLaren-Mercedes        | 66    | + 3 tours (dont 5 s de pénalité )                   | 7       |        |
| Abd. | 30 | Liam Lawson           | Racing Bulls-Honda RBPT | 53    | Surchauffe                                          | Pitlane |        |
| Abd. | 23 | Alexander Albon       | Williams-Mercedes       | 46    | Moteur                                              | 9       |        |

### Pole position et record du tour
- Pole position :  George Russell (Mercedes) en 1 min 10 s 899 (221,436 km/h)[27].
- Meilleur tour en course :  George Russell (Mercedes) en 1 min 14 s 119 (211,816 km/h) au soixante-troisième tour[28].

### Tours en tête
- George Russell (Mercedes) : 43 tours (1-12 / 29-41 / 53-70)[29] ;
- Andrea Kimi Antonelli (Mercedes) : 1 tour (13) ;
- Oscar Piastri (McLaren-Mercedes) : 5 tours (14-15 / 42-44) ;
- Lando Norris (McLaren-Mercedes) : 15 tours (16-28 / 45-46) ;
- Charles Leclerc (Ferrari) : 6 tours (47-52).

## Classements généraux à l'issue de la course
| Pos. | Pilote                | Écurie                  | Points |
| ---- | --------------------- | ----------------------- | ------ |
| 1    | Oscar Piastri         | McLaren-Mercedes        | 198    |
| 2    | Lando Norris          | McLaren-Mercedes        | 176    |
| 3    | Max Verstappen        | Red Bull-Honda RBPT     | 155    |
| 4    | George Russell        | Mercedes                | 136    |
| 5    | Charles Leclerc       | Ferrari                 | 104    |
| 6    | Lewis Hamilton        | Ferrari                 | 79     |
| 7    | Andrea Kimi Antonelli | Mercedes                | 63     |
| 8    | Alexander Albon       | Williams-Mercedes       | 42     |
| 9    | Esteban Ocon          | Haas-Ferrari            | 22     |
| 10   | Isack Hadjar          | Racing Bulls-Honda RBPT | 21     |
| 11   | Nico Hülkenberg       | Kick Sauber-Ferrari     | 20     |
| 12   | Lance Stroll          | Aston Martin-Mercedes   | 14     |
| 13   | Carlos Sainz          | Williams-Mercedes       | 13     |
| 14   | Pierre Gasly          | Alpine-Renault          | 11     |
| 15   | Yuki Tsunoda          | Red Bull-Honda RBPT     | 10     |
| 16   | Fernando Alonso       | Aston Martin-Mercedes   | 8      |
| 17   | Oliver Bearman        | Haas-Ferrari            | 6      |
| 18   | Liam Lawson           | Red Bull-Honda RBPT     | 4      |

| Pos. | Écurie                  | Points |
| ---- | ----------------------- | ------ |
| 1    | McLaren-Mercedes        | 374    |
| 2    | Mercedes                | 199    |
| 3    | Ferrari                 | 183    |
| 4    | Red Bull                | 162    |
| 5    | Williams-Mercedes       | 55     |
| 6    | Haas-Ferrari            | 28     |
| 7    | Racing Bulls-Honda RBPT | 28     |
| 8    | Aston Martin-Mercedes   | 22     |
| 9    | Kick Sauber-Ferrari     | 20     |
| 10   | Alpine-Renault          | 11     |

## Statistiques
Le Grand Prix du Canada 2025 représente :
- la 6e pole position de George Russell, sa première de la saison[31] ;
- la 4e victoire de George Russell, sa première de la saison[32] ;
- le 1er hat trick de George Russell[33] ;
- le 1er podium d'Andrea Kimi Antonelli pour son dixième départ en Grand Prix ; à 18 ans, 9 mois et 21 jours, il devient le troisième plus jeune pilote dans cet exercice après Max Verstappen et Lance Stroll[34],[35] ;
- la 130e victoire de Mercedes en tant que constructeur[36] ;
- la 230e victoire de Mercedes en tant que motoriste[37] ;
- le 200e Grand Prix de Haas F1 Team depuis ses débuts au Grand Prix d'Australie 2016[38].

Au cours de ce Grand Prix :
- Andrea Kimi Antonelli est élu « pilote du jour » à l'issue d'un vote organisé sur le site officiel de la Formule 1[39] ;
- Enrique Bernoldi (28 Grands Prix disputés entre 2001 et 2002 avec Arrows) est nommé conseiller par la FIA pour aider dans leurs jugements le groupe des commissaires de course[40] ; il remplace Derek Warwick, écarté en raison de ses commentaires critiques envers Max Verstappen, Lando Norris, Lance Stroll et Yuki Tsunoda : « Suite à des commentaires non autorisés récemment publiés dans les médias, la FIA a pris la décision de suspendre Derek Warwick de ses fonctions de commissaire pour le Grand Prix du Canada. Enrique Bernoldi officiera depuis le centre des opérations à distance à Genève pour le reste de l'épreuve. » Reconnaissant que ses commentaires étaient inappropriés dans le cadre de ses fonctions de commissaire de la FIA, Warwick a présenté ses excuses et reprendra ses fonctions lors du Grand Prix d'Autriche[41],[42],[43].